# Carleton (Nebraska)
Carljeton je selo u američkoj saveznoj državi Nebraska. Prema popisu stanovništva iz 2010. u njemu je živjelo 91 stanovnika.